# Стыд (фильм, 2011)
«Стыд» (англ. Shame) — драма режиссёра Стива Маккуина, вышедшая на экраны в 2011 году. В главных ролях — Майкл Фассбендер и Кэри Маллиган. Премьера фильма состоялась 4 сентября 2011 года на 68-м Венецианском кинофестивале, выход в американский прокат — 2 декабря 2011 года.

## Сюжет
Брэндон — главный герой фильма — живущий в Нью-Йорке одинокий мужчина. Он страдает от неспособности контролировать свою сексуальную жизнь, имеет частый секс с проститутками и мастурбирует несколько раз в день.

#### «Пролог»
«Прологом» фильма служит сцена, в которой главный герой встречает в метро девушку, заинтересовавшую его. Изначально она отвечает ему взаимностью, но когда они выходят из вагона, она исчезает в толпе.

#### «Основная часть»
У Брэндона есть сестра Сисси, с которой у него не лучшие отношения. Однажды Брэндон приходит в свою квартиру и обнаруживает её в душе. Она просит остаться у него, и он соглашается. Позже Брэндон и его начальник Дэвид приходят в бар, где слушают «Нью-Йорк, Нью-Йорк» в исполнении Сисси. Там же Дэвид начинает заигрывать с сестрой подчиненного, после чего они занимаются сексом в спальне Брэндона, который, узнав об этом, с отвращением бежит на улицу.
Однажды Брэндон идёт на свидание со своей коллегой Марианной, после чего они пытаются заняться сексом, но у Брэндона это не получается, и он вызывает проститутку.
Когда однажды Сисси обнаруживает Брэндона за мастурбацией и видит, что в его ноутбуке открыт порнографический видеочат, она уходит из квартиры. После этого Брэндон уничтожает имеющуюся у себя порнографию, выкидывает секс-игрушки и ноутбук.
Далее по сюжету Брэндон идёт в бар и делает предложение сексуального характера незнакомой женщине, подробно описывая, что он с ней сделает. Из-за этого возлюбленный незнакомки избивает главного героя. После этого Брэндон идёт в стриптиз-клуб, но его туда не пропускают, поэтому он отправляется в соседний гей-бар, где занимается сексом с мужчиной.
Однажды, когда Брэндон едет в метро, пассажиров просят выйти из вагонов, которые не могут продолжать движение из-за совершённого кем-то самоубийства. Герой подозревает, что его совершила сестра, поэтому он пытается дозвониться ей, но она не отвечает. Придя домой, он находит Сисси израненной и в крови. Брэндон пытается остановить кровотечение и звонит в скорую. Сисси выживает, Брэндон находится рядом с ней в больнице. Выйдя оттуда, он идёт к берегу океана, падает там и рыдает под дождем.

#### «Эпилог»
«Эпилог» закольцовывает произведение. В метро Брэндон вновь видит женщину, на которую он смотрел в начале фильма. На этот раз женщина начинает показывать свою заинтересованность в общении с ним, она, вероятно, готова выйти вместе с ним и ждёт его действий, но Брэндон лишь спокойно смотрит на неё.

## В ролях
| Актёр            | Роль              |
| ---------------- | ----------------- |
| Майкл Фассбендер | Брэндон Салливан  |
| Кэри Маллиган    | Сисси Салливан    |
| Джеймс Бэдж Дейл | Дэвид             |
| Николь Бехари    | Мэрианн           |
| Ханна Уэр        | Саманта           |
| Алекс Манетт     | Стивен            |
| Люси Уолтерс     | девушка в метро   |
| Элизабет Масуччи | Элизабет          |
| Эми Харгривз     | любовница в отеле |
| Роберт Монтано   | официант          |

## Создание
Режиссёр фильма Стив Маккуин уже работал с Майклом Фассбендером в своем предыдущем фильме — «Голод», из-за чего он и пригласил Фассбендера на главную роль.
Актёры Кэри Маллиган и Джеймс Бэдж Дейл присоединились к актёрскому составу в декабре 2010 года.
Персонажа Фассбендера (Брэндона) Маккуин назвал так в честь легенды классического Голливуда Марлона Брандо, исполнившего главную роль в схожей нашумевшей эротической драме «Последнее танго в Париже».

### Съёмки
Съёмки фильма начались в Нью-Йорке в январе 2011 года. Сцены, в которых был задействован Фассбендер, снимались в марте того же года. В сумме съёмки составили 25 дней.
Сцена, в которой Брэндон слушает, как его сестра поёт в ресторане, была снята за один дубль. Джеймс Бэдж Дейл и Майкл Фассбендер никогда до этого не слышали, как поёт Кэри Маллиган, поэтому их реакция была настоящей. Съёмки сцены проходили в 3 часа ночи, а камеры снимали всех троих актёров одновременно.

## Саундтрек
1. Brandon (Aka Opening) — Harry Escott
2. Aria — Goldberg Variations; BWV 988 (J.S. Bach) Glenn Gould
3. Genius of Love — Tom Tom Club
4. Rapture — Blondie
5. I Want Your Love — Chic
6. My Favorite Things — John Coltrane
7. New York, New York «Theme» — Carey Mulligan
8. Let’s Get Lost — Chet Baker
9. Prelude — Prelude & Fugue No. 10 in E minor, BWV 855 (J.S. Bach) Glenn Gould
10. Praeludium — Prelude & Fugue No. 16 in G minor, BWV 885 (J.S. Bach) Glenn Gould
11. Variation 15 a 1 Clav. Canone alla Quinta. Andante (1981 Version) — Goldberg Variations, BWV 988 (J.S. Bach) Glenn Gould
12. Unravelling — Harry Escott
13. You Can’t Be Beat — Howlin’ Wolf
14. The Problem — Mark Louque
15. End Credits — Harry Escott

## Награды и номинации

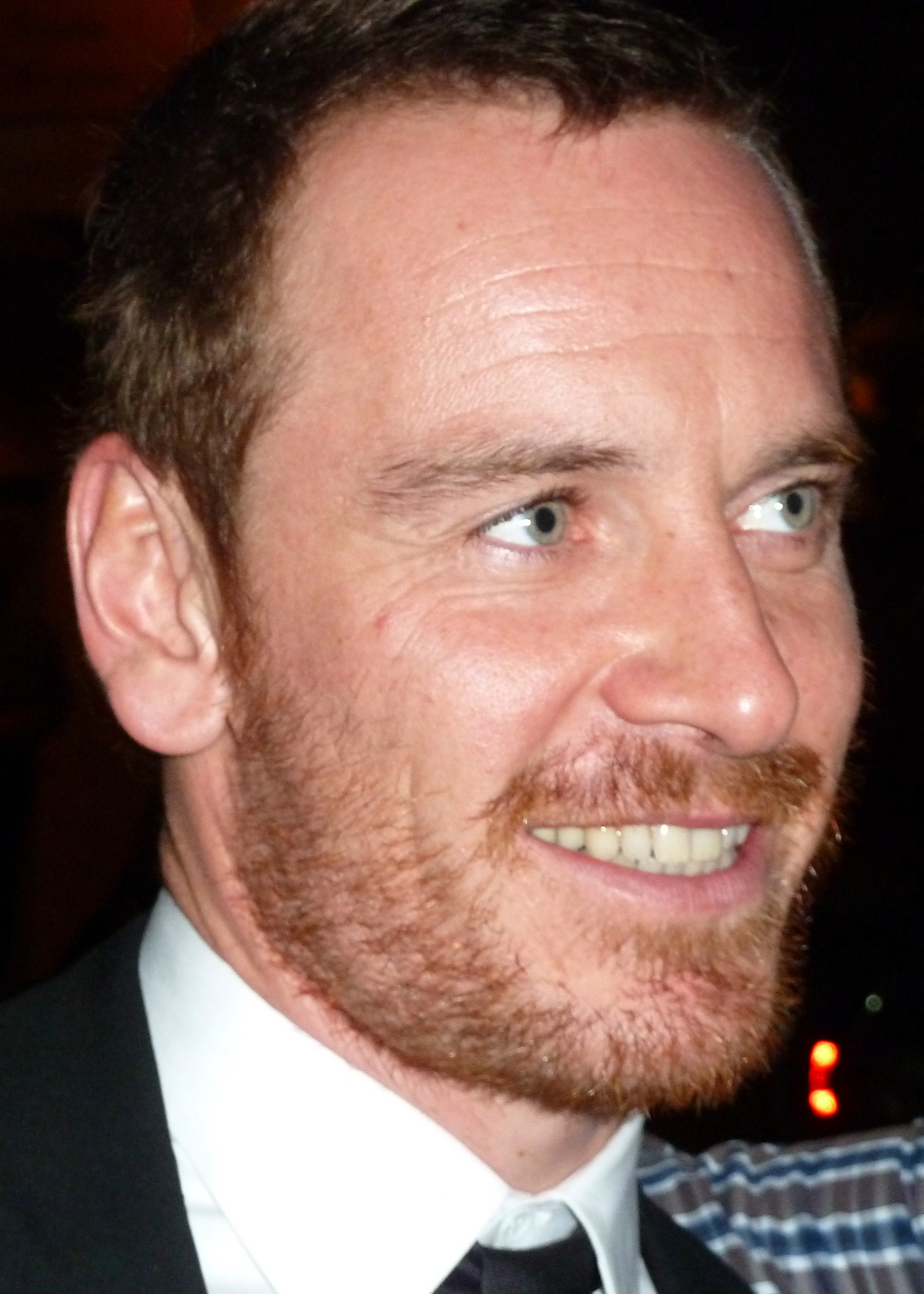
Майкл Фассбендер, исполнитель главной роли

- 2011 — 4 приза Венецианского кинофестиваля: Кубок Вольпи за лучшую мужскую роль (Майкл Фассбендер), CinemAvvenire за лучший фильм, приз ФИПРЕССИ за лучший фильм, Young Cinema Award за лучший фильм.
- 2011 — Премия британского независимого кино за лучшую мужскую роль (Майкл Фассбендер), а также 6 номинаций: лучший британский независимый фильм, лучшая режиссёрская работа (Стив Маккуин), лучший сценарий (Стив Маккуин, Эби Морган), лучшая женская роль второго плана (Кэри Маллиган), лучший монтаж (Джо Уокер), лучшая операторская работа (Шон Боббитт).
- 2011 — 6 номинаций на премию «Спутник»: лучший фильм — драма, лучшая режиссёрская работа (Стив Маккуин), лучший оригинальный сценарий (Стив Маккуин, Эби Морган), лучшая мужская роль — драма (Майкл Фассбендер), лучшая женская роль второго плана (Кэри Маллиган), лучший монтаж (Джо Уокер).
- 2011 — попадание в десятку лучших независимых фильмов года и приз Spotlight Award (Майкл Фассбендер) от Национального совета кинокритиков США.
- 2012 — номинация на премию «Золотой глобус» за лучшую мужскую роль — драма (Майкл Фассбендер).
- 2012 — две номинации на премию BAFTA: лучший британский фильм и лучшая мужская роль (Майкл Фассбендер).
- 2012 — номинация на премию «Независимый дух» за лучший иностранный фильм.
- 2012 — две премии Европейской киноакадемии: лучшая операторская работа (Шон Боббитт), лучший монтаж (Джо Уокер), а также 4 номинации: лучший европейский фильм, лучший фильм по мнению зрителей, лучшая режиссёрская работа (Стив Маккуин), лучшая мужская роль (Майкл Фассбендер).
- 2013 — номинация на премию «Гойя» за лучший европейский фильм.
- 2013 — номинация на премию «Бодил» за лучший неамериканский фильм.

## Критика
Из рецензии критика Татьяны Алешичевой на фильм в журнале «Сеанс»:
Маккуин не ставит себе задачу объяснить, как его герои дошли до жизни такой. Можно предположить, что этому предшествовала какая-то травма, оглушившая обоих персонажей так надолго — возможно, инцест, но в действительности психология героев Маккуина не интересует: это персонажи-схемы, призванные обозначить определённую идею.
Фильм получил в основном положительные отзывы кинокритиков. По состоянию на 29 декабря 2012 года рейтинг веб-сайта Rotten Tomatoes показывает, что на основе отзывов 228 критиков фильм получил положительный отклик от 79 % критиков. Средний рейтинг 7,5 из 10.
Роджер Эберт из Chicago Sun-Times дал фильму 4 звезды из 4 и охарактеризовал его как «мощный, мужественный и правдивый», отметив, что «это великолепный акт кинопроизводства и актерской игры». Позже Эберт назвал его вторым лучшим фильмом 2011 года. Тодд Маккарти из The Hollywood Reporter дал фильму положительную рецензию, заявив: «Управляемый блестящей, свирепой игрой Майкла Фассбендера — это настоящая прогулка по дикой стороне». Джастин Чанг из Variety дал фильму положительную рецензию, отметив: «Завораживающее дополнение к его дебютному фильму 2008 года „Голод“, эта более доступная, но столь же бескомпромиссная драма также сосредоточивает свой взгляд на использовании и злоупотреблении человеческим телом».